# 亨德莉卡·約翰娜·范萊文
亨德莉卡·約翰娜·范萊文（荷蘭語：Hendrika Johanna van Leeuwen，1887年7月3日—1974年2月26日）是一名荷蘭物理學家，早期以對磁學理論的貢獻而知名。她曾就讀於萊頓大學，師從亨德里克·勞侖茲，並於1919年取得博士學位。她的論文解釋了為什麼磁性基本上是一種量子力學效應，這個結果現在被稱為波耳-范萊文定理（尼爾斯·波耳在幾年前也得出了相同的結論）。她在1920年9月至1947年4月期間，先以助理的身份在代尔夫特理工大学繼續研究磁性材料，之後晉升為理論與應用物理讀者（lector in de theoretische en toegepaste natuurkunde）
范萊文是被稱為「芬蘭愛因斯坦」的貢納爾·努德斯特倫的弟媳，曾在萊頓大學跟隨勞侖茲的繼任者保羅·埃倫費斯特學習。她的妹妹柯內莉亞（Cornelia）也在萊頓大學開始攻讀博士學位，師從威廉·亨德里克·基索姆，但當她與努德斯特倫結婚，並與他一起搬到赫爾辛基後，便停止了攻讀。
1925年12月11日，范萊文出席慶祝勞侖茲獲得博士學位的黃金週年紀念活動，並在活動上報告了勞侖茲作為科學家和教師的角色。

## 延伸閱讀
- Blaauboer, Miriam. . Nederlands Tijdschrift voor Natuurkunde. 2015, 81 (1): 8  [2024-09-04]. （原始内容存档于2025-03-02） （Dutch）., PDF at www.lorentz.leidenuniv.nl （页面存档备份，存于）